# مگس‌های پشت‌سوسکی
مگس‌های پشت‌سوسکی (نام علمی: Celyphidae) نام یک تیره از راسته مگس است.